# دهستان فرسش
فرسش، دهستانی است از توابع بخش مرکزی شهرستان الیگودرز در استان لرستان ایران.

## جمعیت
بر اساس سرشماری سال ۱۳۸۵ جمعیت آن ۷۰۰ نفر (۱۳۰ خانوار) بوده‌است.